# Snårtyranner
Snårtyranner (Sublegatus) är ett släkte i familjen tyranner inom ordningen tättingar. Släktet omfattar tre arter som förekommer i Central- och Sydamerika från Costa Rica till centrala Argentina:
- Nordlig snårtyrann (S. arenarum)
- Amazonsnårtyrann (S. obscurior)
- Sydlig snårtyrann (S. modestus)